# Ningming
Ningming (em chinês tradicional: 寧明縣; chinês simplificado: 宁明县; pinyin: Níngmíng; zhuang:Ningzmingz)  é um condado da  Chongzuo, localidade situada ao sudoeste da Região Autónoma Zhuang de Quancim, na República Popular da China. Ocupa uma área total de 3.698 Km².  Segundo dados de 2010, Ningming possui 412 300 habitantes, 77.1% das pessoas que pertencem ao grupo étnico Zhuang.